# Hacıəlibəy
Hacıəlibəy è un comune dell'Azerbaigian situato nel distretto di Xaçmaz. Conta una popolazione di 2 230 abitanti.